# Kisso Kawamuro
Kisso Kawamuro, en japonais 川室競 (Kawamuro Kisō), né à Yokohama en août 1892, en 1896 ou en 1902 (selon les sources) et mort en 1973 à Tokyo, arrondissement d'Ôta, est un coureur cycliste japonais. Professionnel de 1925 à 1930, il devient en 1926 le premier coureur japonais à participer au Tour de France, mais ne termine pas la première étape. Il tente de prendre sa revanche l'année suivante mais abandonne également lors de la première étape,.

## Résultats sur le Tour de France
- 1926 : abandon (1re étape)
- 1927 : abandon (1re étape)